# Esprit rude
L’esprit rude (en grec δασὺ πνεῦμα ou δασεῖα, « esprit rude ») est un signe diacritique de l’alphabet grec utilisé :
- dans l’écriture du grec ancien et du grec moderne polytonique,
- dans d’autres alphabets comme l’alphabet cyrillique,
- dans l’écriture du vieux-slave ou du slavon d’église,
- dans plusieurs systèmes de translittération,
- anciennement dans l’orthographe avec l’alphabet latin de certaines langues d’Afrique du Sud, comme le xhosa, pour indiquer l’aspiration.

Il est aussi parfois utilisé dans l’écriture copte sous sa forme archaïque.
En grec ancien, il note la présence d’une aspiration /h/ avant une voyelle, une diphtongue ou la lettre rhô. Par opposition, l’absence du son /h/ est notée par un esprit doux. Il a été utilisé même après la période koinè et la disparition du son dans la langue grecque, mais il n’est plus usité depuis 1980 dans l’orthographe moderne.

## Nom
En grec ancien, le signe se nomme δασὺ πνεῦμα (dasù pneûma, littéralement : « respiration rude ») ou δασεῖα (daseîa, « rude »), en grec moderne δασεία (dasía), en latin spiritus asper.

## Histoire

Consonne archaïque hêta, avec une variante bas-de-casse destinée à la typographie moderne.

Le signe de l'esprit rude provient de la moitié gauche de la lettre Η (êta).
À l'origine, dans certains dialectes grecs comme le dialecte athénien, le phonème /h/ était transcrit par la lettre êta (Η), usage perpétué dans la lettre latine H. Dans d'autres dialectes, en particulier le dialecte ionien, celle-ci représente la voyelle /ɛː/. Lors de la réforme de -403, le modèle ionien est normalisé (et imposé de fait au reste de la Grèce). La lettre Η se retrouve disponible du fait de la psilose (disparition de l'aspiration) survenue en grec ionien. Cependant, une fois le modèle ionien popularisé, il n'est plus possible de noter le phonème /h/ alors qu'il reste prononcé dans certains dialectes, comme dans l'ionien-attique d'Athènes qui conduit par la suite à la koinè.
Aristophane de Byzance, au IIIe siècle av. J.-C., systématise l'utilisation d'un Η coupé en deux dont on trouve des attestations épigraphiques antérieures (en Grande-Grèce, à Tarente et Héraclée). Cette partie de Η donne « Ⱶ », parfois « L », caractère ensuite simplifié en « ◌⳰ » dans les papyrus puis en « ◌̔ » à partir du XIIe siècle.
Lorsque l'esprit rude prend sa forme définitive, le grec n'utilise plus le phonème /h/ depuis longtemps : l'invention et la perfection de ce diacritique est un archaïsme grammatical.

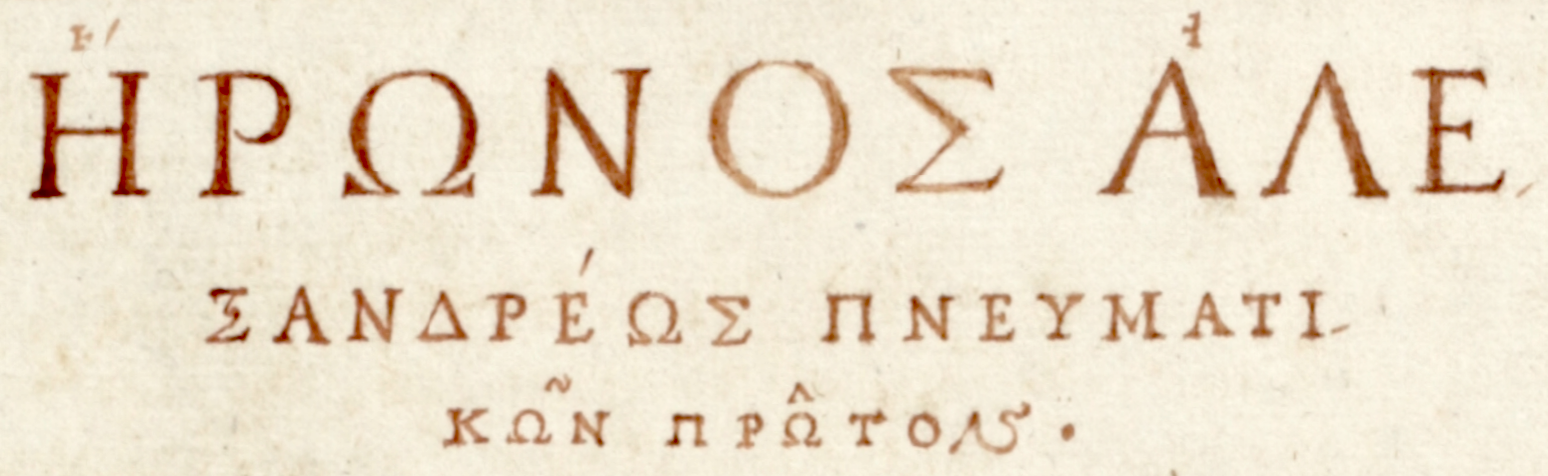
Esprit rude avec une forme archaïque dans Ἥρωνος.

## Usage

### Début d'un mot

#### Voyelles
L'esprit rude (῾) est placé sur la voyelle initiale, ou sur la seconde voyelle dans le cas d'une diphtongue initiale :
- ἥρως (hếrôs, « héros ») : l'esprit est placé sur le η initial, qui comporte ici également un accent aigu.
- αἵρεσις (haíresis, « choix », qui donne en latin haeresis et en français hérésie) : l'esprit est placé sur le ι de la diphtongue initiale αι ; le ι comporte ici également un accent aigu.

Un upsilon au début d'un mot prend toujours un esprit rude :
- ὕμνος (hýmnos, « hymne »)

#### Rhô
Dans le dialecte ionien-attique d'Athènes (qui donne naissance, en devenant la koinè, au grec moderne), le phonème /r/ est toujours sourd à l'initiale : ῥόδον (« (la) rose ») se prononce ['r̥odon] et non ['rodon]. Le rôle de l'esprit rude est étendu : tout rhô initial le porte. La transcription d'un rhô initial est toujours rendue par « rh » en français :
- ῥυθμός (rhythmós, « rhythme» »)

Il existe toutefois des dialectes grecs anciens à psilose (disparition de l'aspiration ; c'est le cas de l'éolien de Sappho, par exemple) ; les éditions modernes de tels textes utilisent parfois l'esprit doux sur le rhô initial : ῤ.

### Intérieur d'un mot
En cas de crase (contraction de deux mots) ou de mot composé, lorsque le deuxième mot présente un esprit rude, la voyelle contractée n'en prend pas. En revanche, la consonne précédant la voyelle contractée devient aspirée si cela est possible (π → φ, τ → θ, κ → χ) :
- τὸ ἕτερον (tò héteron) → θούτερον (thoúteron, et non *τούτερον, toúteron).
- hormis dans les cas où l'aspiration entre en contact avec une occlusive sourde π τ κ pour la transformer en occlusive aspirée φ θ χ - l'aspiration initiale disparaît totalement dans les composés ὁδός se lit hodós (« route ») mais dans le composé σύνοδος, sýnodos (« réunion », qui donne « synode » en français), l'aspiration initiale de hodós disparaît

Dans certains conventions, l'esprit rude est écrit sur le deuxième des deux rhôs au milieu d'un mot : διάῤῥοια (diárrhoia, « diarrhée »).

### Récapitulatif
Le tableau ci-dessous recense les différentes possibilités de combinaison de l'esprit rude avec les autres diacritiques de l'alphabet grec (quand elles existent) :
| Lettre | Esprit rude        | Esprit rude        | Esprit rude        | Esprit rude        | Esprit rude        | Esprit rude        | Esprit rude        | Esprit rude        | Esprit rude        | Esprit rude        | Esprit rude        | Esprit rude        | Esprit rude        | Esprit rude        | Esprit rude        | Esprit rude        |
| Lettre | Sans iota souscrit | Sans iota souscrit | Sans iota souscrit | Sans iota souscrit | Sans iota souscrit | Sans iota souscrit | Sans iota souscrit | Sans iota souscrit | Avec iota souscrit | Avec iota souscrit | Avec iota souscrit | Avec iota souscrit | Avec iota souscrit | Avec iota souscrit | Avec iota souscrit | Avec iota souscrit |
| Lettre | Esprit seul        | Esprit seul        | Accent aigu        | Accent aigu        | Accent grave       | Accent grave       | Accent circonflexe | Accent circonflexe | Esprit seul        | Esprit seul        | Accent aigu        | Accent aigu        | Accent grave       | Accent grave       | Accent circonflexe | Accent circonflexe |
| ------ | ------------------ | ------------------ | ------------------ | ------------------ | ------------------ | ------------------ | ------------------ | ------------------ | ------------------ | ------------------ | ------------------ | ------------------ | ------------------ | ------------------ | ------------------ | ------------------ |
| α      | Ἁ                  | ἁ                  | Ἅ                  | ἅ                  | Ἃ                  | ἃ                  | Ἇ                  | ἇ                  | ᾉ                  | ᾁ                  | ᾍ                  | ᾅ                  | ᾋ                  | ᾃ                  | ᾏ                  | ᾇ                  |
| ε      | Ἑ                  | ἑ                  | Ἕ                  | ἕ                  | Ἓ                  | ἓ                  |                    |                    |                    |                    |                    |                    |                    |                    |                    |                    |
| η      | Ἡ                  | ἡ                  | Ἥ                  | ἥ                  | Ἣ                  | ἣ                  | Ἧ                  | ἧ                  | ᾙ                  | ᾑ                  | ᾝ                  | ᾕ                  | ᾓ                  | ᾓ                  | ᾟ                  | ᾗ                  |
| ι      | Ἱ                  | ἱ                  | Ἵ                  | ἵ                  | Ἳ                  | ἳ                  | Ἷ                  | ἷ                  |                    |                    |                    |                    |                    |                    |                    |                    |
| ο      | Ὁ                  | ὁ                  | Ὅ                  | ὅ                  | Ὃ                  | ὃ                  |                    |                    |                    |                    |                    |                    |                    |                    |                    |                    |
| υ      | Ὑ                  | ὑ                  | Ὕ                  | ὕ                  | Ὓ                  | ὓ                  | Ὗ                  | ὗ                  |                    |                    |                    |                    |                    |                    |                    |                    |
| ω      | Ὡ                  | ὡ                  | Ὥ                  | ὥ                  | Ὣ                  | ὣ                  | Ὧ                  | ὧ                  | ᾩ                  | ᾡ                  | ᾭ                  | ᾥ                  | ᾫ                  | ᾣ                  | ᾯ                  | ᾧ                  |
| ρ      | Ῥ                  | ῥ                  |                    |                    |                    |                    |                    |                    |                    |                    |                    |                    |                    |                    |                    |                    |

## Unicode
Pour encoder l'esprit rude simple du grec (non combiné à d'autres diacritiques, et sur lettre minuscule), Unicode recourt au signe dit virgule réfléchie en chef.